# 女性自我形象
女性自我形象，指女性的自我观念或是个人作用

## 背景
自我形象与自尊直接相关。女性审视自己方式通常是她的自尊或许有多高。自尊的表达通常表现为句子开始于我（例如“我很漂亮”、“我没有用”、“我很平凡”）。很多社会学家和心理学家都有研究自尊的概念。莫里斯·罗森伯格就是众多社会学家中的一名，对自我发展十分感兴趣， 曾發展出详见罗森伯格自尊量表。
罗森伯格认为自我包含两个因素。一个是做自己（认知），包括认知变量；另一个是自尊，包括情感变量。认知变量，包含感知和诠释意义。罗森伯格认为自尊占据了一个人的主观人生，思想、情感和行为。他总结到自尊由两个部分组成：主要基于反映来评估自我价值；其次基于观察对自己行为的影响来评估功效情感。罗森伯格也进行了一次关于评估衡量自尊层度的10个问题。 罗森伯格的理念为当今研究自尊的学者打下基础。

## 自我形象的发展
人們在出生时就开始建立自我形象意识和自尊。随着年龄的增长，身边的人会对自我形象产生重大的影响。这种互动同样会影响到对于生活的看法，因为我们自己的理解力发生了作用。在你年轻的时候，有人对你传授关于自我价值的知识是至关重要的，因为当你慢慢长大，你的自尊将会影响到你的行为，并且会影响到你的社交行为。
根据美国女性学会的研究表明，女孩在小学到中学期间，她们的自尊将会逐年大幅度降低。到了中学时期，女孩们的抱负、自信心和生活目标将会比同龄的男孩子要低。由于在年轻女孩子中自尊的降低，到了他们成人的时候，就会对自己产生怀疑。这种疑虑将会使他们在年轻时候对于社会和整个社会化现象不同于他们在成人时候的看法。如果一个女性经历了生活的不如意，那么这种情绪将会通过她们的行为反应出来。在早年，女性就决定作出改变以提高她们本就可以获得的自尊心。

## 整形外科
无论目的是恢复还是修复，整形外科都是一种改变生理外貌的逃避性方式。现代社会的很多女性比先前几代人经历了更多这样的手术变化。整形外科看起来是被用来弥补年轻女性似乎存在的自尊问题。
一个人可以完成很多种程序。如今社会上更受一些女性欢迎的是隆胸、抽脂、丰臀、隆鼻、肉毒杆菌、去眼袋和拉皮。即使考虑到所有的变数，整形外科也已经成为女性世界的一种流行。为了美丽和更高的自尊，女性似乎不在意一点点整形手术。

## 女性与整形手术
当今世界女性进行一些与众不同的购物。这里所说的购物不是指杂货店或者逛商场。这些女性正在为更好、 “完美”, 改善今朝。一些人可能呈否定态度，但读报看杂志以及报纸的时候，我们会希望自己变成眼前女孩的模样。  很多女性还没有意识到自己已经这样做了。当弗吉尼亚·布鲁姆迈进美容院的时候，她发现里面当里面的女人发现自己的发型及装扮和图片中模特的一样时她们面露红光。
在当下的媒体中你已经很少能看见真实的美国女性体型 。所有的这些演员和模特展现的是苗条的体型而不是发福的身体。在文章《没有芭比》中， 吉米·李·科提斯站出来给自己照了一张照片然后说道我的身材是完美的。有时候媒体给妇女洗脑，让她们认为自己不完美。这也是童年和成长所带来的。
医生、媒体还有社会让整形手术看起来理所当然。她们劝说女性把自己变得更美，但他们并没有宣传变形所带来的痛苦。如果媒体要提供女性所要缝的针数，那他们估计要用数据来统计了。凯瑟琳·保莉·摩根在一篇名为《女人和刀子》文章中写道：“整形手术与女性身体的克隆”。她提到女性获得她们望眼欲穿的美丽所要付出的代价。在她的文章中她提出，你要成为心目中的女神歌星麦当娜或者美国小姐需要去整一整。她接着为女性们解释动刀子可不是好玩的。